# Vimbodí i Poblet
Vimbodí i Poblet ist eine katalanische Gemeinde in der Provinz Tarragona im Nordosten Spaniens. Sie liegt in der Comarca Conca de Barberà.
Vimbodí war schon immer mit dem Zisterzienserkloster Poblet eng verbunden. Es wurde 1151 durch Raimund Berengar IV., Graf von Barcelona auf der Gemarkung des heutigen Ortes gegründet.
Der Ort trug bis 2006 nur den Namen „Vimbodí“.
Die Entdeckung von etwa 7000 menschlichen Knochen, Grabbeigaben sowie ein trepanierter menschlicher Schädel aus der Bronzezeit wurde in der Cova dels Xaragalls in Vimbodí gefunden.

## Gemeindepartnerschaft
Vimbodí i Poblet unterhält eine Partnerschaft mit der französischen Gemeinde Saint-Maurice-la-Souterraine.